# Verbascum cicekdagensis
Verbascum cicekdagensis är en flenörtsväxtart som beskrevs av Karavel. och Vural. Verbascum cicekdagensis ingår i släktet kungsljus, och familjen flenörtsväxter. Inga underarter finns listade i Catalogue of Life.